# Bracon patens
Bracon patens är en stekelart som beskrevs av Papp 1998. Bracon patens ingår i släktet Bracon och familjen bracksteklar. Inga underarter finns listade.